# Sisko oregona
Sisko oregona là một loài Trichoptera trong họ Philopotamidae. Chúng phân bố ở miền Tân bắc.